# أستاتوتيلابيا ديسفونتايني
أستاتوتيلابيا ديسفونتايني (الاسم العلمي: Astatotilapia desfontainii) هو نوع من البلطيات المتوطنة لجهة الشطوط في الجزائر وتونس. نجدها في الأنهار وقنوات الري التي تخدم الواحات. هذا النوع مهدد بتدمير وسطه ومكان عيشه.